# Park Skrzywana w Łodzi

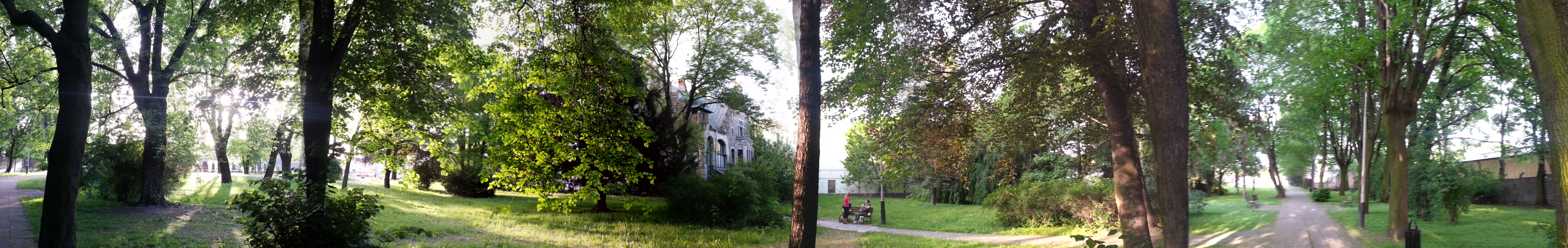
Panorama parku

Park im. inż. Stefana Skrzywana w Łodzi – teren zieleni miejskiej między ulicami Stefana Skrzywana a Wólczańską w Łodzi.
Na terenie parku znajduje się willa Hüffera. Przez park przebiega aleja łącząca ulice. Park położony jest w dzielnicy Górna. W pobliżu parku znajduje się targowisko Górniak.